# Ruch Komunistyczny w Turcji
Ruch Komunistyczny Turcji (tur. Türkiye Komünist Hareketi, TKH) – turecka partia komunistyczna założona w 2015. Powstała w efekcie rozłamu w Ludowej Komunistycznej Partii Turcji (HTKP).

## Historia
Od 2021 przewodnicząca partii jest Aysel Tekerek.
TKH była jednym z członków Ruchu Zjednoczonego Czerwca, koalicji politycznej, która powstała po rozruchach w Parku Gezi w 2013. Do sojuszu należały jeszcze: Partia Ruchu Robotniczego (EHP), Partia Wolności i Sprawiedliwości (SOL Parti), Socjalistyczna Partia Wyzwolenia (1920 TKP), Partia Komunistyczna (KP) oraz HTKP
Na konferencji prasowej zorganizowanej w Ankarze w sierpniu 2022 ogłoszono, że partia wraz z Komunistyczną Partią Turcji (TKP), Ruchem Rewolucyjnym (DH) i SOL Parti utworzy koalicję na potrzeby wyborów krajowych w 2023. Koalicja nosiła nazwę Związek Sił Socjalistycznych.